# Közönséges díszesbodobács
A közönséges díszesbodobács (Rhyparochromus vulgaris) a rovarok (Insecta) osztályának félfedelesszárnyúak (Hemiptera) rendjébe, ezen belül a poloskák (Heteroptera) alrendjébe és a Rhyparochromidae családba tartozó faj.

## Elterjedése
Egész Európa területén elterjedt, kivéve az északi régiókat. Magyarországon is széles körben előfordul, gyakran nagy egyedszámban. Emellett Észak-Afrikában (Algéria, Marokkó, Kanári-szigetek), valamint Oroszország nyugati részétől Kínáig, Mongóliáig és Koreáig megtalálható. Az Amerikai Egyesült Államok nyugati részére behurcolták, legelőször Oregon és Washington államokban észlelték 2001-ben. Az USA nyugati részén egyes területeken tömegesen fordul elő, és kártevőként tartják számon. A Brit-szigeteken először 2010–11-ben jegyezték fel London környékén, azóta pedig egyre elterjedtebbé vált Délkelet-Angliában.

## Megjelenése

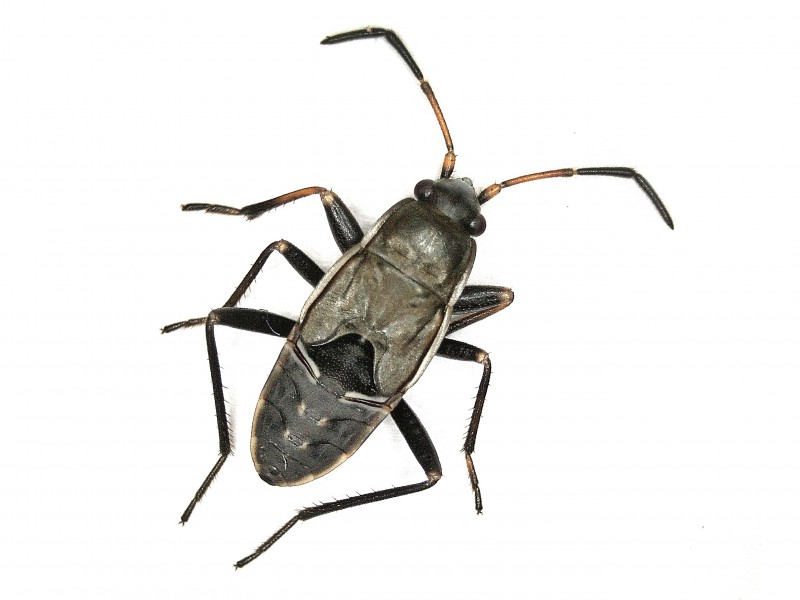
Nimfa

Mérete 7–8 milliméter, teste megnyúlt, lábai hosszúak, színe sötétbarna és fekete. Feje fekete, az előtor hátsó részén fekete folt található, amelyet egy világos bézs terület követ, fekete pontozással. Mindkét oldalon egy fehér, háromszög alakú folt figyelhető meg. Jellegzetes ismertetőjegye a két fekete pont a fedőszárnyakon. A pajzs fekete, mindkét oldalán egy világos csíkkal. A szárnyhártya sötét, a csúcsán fehér folttal. Az első és második lábszár sárgás színű. A faj összetéveszthető az avar-díszesbodobáccsal (Rhyparochromus pini), ám utóbbi nem rendelkezik fehér folttal a szárnyhártya csúcsán, az előtor oldalán sincs fehér folt, és általában fakóbb színezetű.

## Életmódja
Általános élőhelyi igénnyel rendelkezik, leggyakrabban száraz gyepeken megtalálható. Tápláléka különféle növények elhullot magjaiból áll, beleértve a málnát, epret, csalánt, zsályát, égert, nyárfát és szilt, amelyeket szípókájával felnyit és kiszívja a tartalmukat. A legtöbb egyed szeptember végéig táplálkozik, majd az imágók és lárvák gyakran nagy számban, védett helyeken telelnek át, sokszor más poloskafajokkal együtt. Telelőhelyük fák kérge alatt vagy farakások között lehet, így néha tűzifával és egyéb módokon bekerülhet a házakba is. Egy oroszországi megfigyelés szerint egy bükkfa kérge alatt akár 200 kifejlett egyedet és ötödik fejlődési stádiumú lárvát is találtak augusztus közepén. A kifejlett egyedek és lárvák melegebb őszi és téli napokon is aktívvá válhatnak.

## Szaporodása
Tavaszal történik a párzás, a nőstények május elején kezdik a petézést, amelyeket egyenként helyeznek el a talaj felszíni avarában. A lárvák július folyamán kelnek ki a petékből.